# Lagos de Tarapoto
Los lagos de Tarapoto son el conjunto de varios cuerpos de agua fluviales ubicados en el Trapecio Amazónico, al sureste de Amazonas, en Colombia, cerca a la frontera con el Perú.

## Ubicación
Tarapoto se encuentra dentro del municipio de Puerto Nariño, a 20 minutos de la capital municipal homónima, y está conectada por el este y oeste al río Amazonas, mismo que hace de límite internacional entre Colombia y Perú.
La ciudad relevante más cercana de los lagos se encuentra en el lado peruano, siendo esta Caballococha que está frente a Tarapoto; mientras que desde Leticia, capital del departamento colombiano, se demora dos horas para llegar a los lagos.

## Descripción
Los lagos son el hogar de una variada flora y fauna, al pertenecer a los bosques de várzea, el conjunto de todos ellos conforman unos externos humedales de 45.463 hectáreas, con treinta lagos y lagunas. Algunas especies que viven en sus humedales son el panthera onca, melanosuchus niger, trichechus inunguis, pteronura brasiliensis, etc. En lo que respecta a su vegetación, se tiene registro de 883 tipos.
Tarapoto forma parte de la cuenca del río Loretoyacu, en el área entre el río y los lagos habitan las etnias tikuna, cocama y yagua.

## Protección
Entre 2005 y 2006 la Fundación Omacha y la Universidad Nacional de Colombia sede Amazonía participaron en el proceso para designar a los humedales de los lagos como parte de los sitios Ramsar de Colombia.
El 18 de enero de 2018, los lagos y sus humedales fueron declarados como sitio Ramsar, el primero de la Amazonía colombiana. Esta acción se oficializó mediante el Decreto 1573 del Ministerio de Ambiente y Desarrollo Sostenible.